# Живлення рослин
Жи́влення росли́н — процес поглинання і засвоєння рослинами поживних речовин, необхідних для підтримання їх життєдіяльності.
Живлення є частиною заг. обміну речовин рослинного організму.
За характером живлення рослини поділяють на гетеротрофи(гриби, більшість бактерій, безхлорофільні водорості й вищі рослини) і автотрофи (всі фотосинтезуючі зелені рослини і хемосинтезуючі бактерії; див. фотосинтез, хемосинтез).
Серед рослин з гетеротрофним типом живлення розрізняють сапрофіти, що беруть сполуки з відмерлих решток, кореневих виділень та ін. продуктів органічного походження, і паразити, які для живлення використовують речовини живих організмів.
У автотрофних рослин розрізняють повітряне, або листкове живлення і ґрунтове, або кореневе живлення (див. Мінеральне живлення рослин). Багато рослин здійснює і автотрофний, і гетеротрофний типи живлення (наприклад, комахоїдні рослини). Часто рослини з різним типом живлення вступають у симбіоз, використовуючи для свого живлення продукти життєдіяльності одна одної (наприклад, мікориза).
Вивчення живлення рослин має велике значення для правильного застосування добрив і збільшення ефективної родючості ґрунту.